# Ledena gora, ki je potopila Titanic
V noči s 14. na 15. april 1912 je v severnem Atlantiku potniška oceanska ladja Titanic trčila v ledeno goro, ki je ladjo potopila. Po nesreči je bilo veliko zanimanja za ledeno goro in usodno škodo, ki jo je povzročila domnevno nepotopljivi ladji. Najpomembnejši viri o ledeni goro so poročila preživelih članov posadke in potnikov Titanica. V bližini mesta, kjer so našli reševalne čolne s Titanica, so bile posnete fotografije ledenih gora, domnevno pa je vidna na eni od teh fotografij.
Ledena gora je bila pogosto metaforično obravnavana kot protipostavka razkošni ladji, ki je predstavljala hladno in tiho silo narave, ki je terjala življenja več kot 1500 ljudi. Upodobljena je bila tudi v različnih političnih in verskih kontekstih, pojavljala pa se je tudi v poeziji in pop kulturi.

## Izvor in usoda
Kje in kdaj se je ledena gora, ki je potopila Titanic, odlomila od ledenika, je mogoče le ugibati. Olson, Doescher in Sinnott sumijo, da je izvor usodne ledene gore v ledeniku Jakobshavn blizu zaliva Disko na zahodni obali Grenlandije. Po ocenah strokovnjakov z Univerze v Sheffildu je ledena gora izvirala iz snega ledenikov na jugozahodu Grenlandije, ki je zapadel pred 100.000 leti. Morda je nastala leta 1910 ali 1911 in bi jo lahko Zahodnogrenlandski tok odnesel proti severu v Baffinov zaliv, od koder bi jo zaradi Labradorskega toka spet odnesel proti jugu. Ledeno goro lahko na primer naplavi na obalo ali pa nasede. Tam se stopi ali pa se spet osvobodi in nadaljuje svojo pot proti jugu.
Avtorji obravnavajo tudi vprašanje, ali je na to morda vplivalo določen položaj Sonca, Zemlje in Lune. 4. januarja 1912 je bila spomladanska plima, hkrati pa je bila takrat Luna bližje Zemlji kot običajno. To bi lahko vplivalo na odlom ledenih gora. Vendar pa takšna ledena gora težko doseže mesto nesreče Titanica do aprila istega leta. Toda spomladanska plima je morda igrala vlogo pri ponovnem potovanju nasedle ledene gore.
Bigg in Wilton dvomita, da je pomembno vlogo pri tem imel položaj Lune, Zemlje in Sonca. Nekaj dni okoli 4. januarja ne bi imelo velikega vpliva na taljenje; poleg tega je bilo pozimi veliko ledeniških dolin blokiranih z morskim ledom. V drugih letih se je povečalo tudi nastajanje ledenih gora. Ko gre za taljenje, ponavadi pomislita na dejavnike, kot je temperatura vodne gladine Labradorskega morja.
Bigg in Wilton sta s pomočjo računalniških simulacij poskušala prikazati možno pot usodne ledene gore. Pri tem sta predpostavila, da so ledene gore takrat nastajale predvsem na jugu ali jugozahodu Grenlandije, medtem ko danes bolj izvirajo s severozahoda otoka. Leta 1912 so opazili več ledenih gora kot v povprečju v 20. stoletju, vendar to ni bilo leto z ekstremnimi ledenimi gorami.
Toplo in mokro leto 1908 je ustvarilo pogoje za potovanje ogromne ledene gore v zgodnji jeseni 1911 blizu jugozahodne Grenlandije. Ta bi potovala proti zahodu proti Kanadi in bi jo Labradorski tok potisnil proti jugu – vzdolž kanadske obale, vključno z Novo Fundlandijo, tako imenovane Ledene gore. Zaradi sistematičnih opazovanj ledenih gora v tistem času (še preden je bila ustanovljena Ledena patrulja) je po mnenju Bigga in Wiltona celo zelo verjetno, da je bila kasneje usodna ledena gora opažena med tem časom.
Od 10. do 15. aprila je bilo nad večjim delom severnega Atlantika območje visokega zračnega tlaka. Tam je ostalo prve tri dni Titanicove plovbe, kar je zagotavljalo mirno morje in jasno nebo. 13. aprila so vremenske razmere nad Grenlandijo s hladnim polarnim zrakom in vetrovi s severozahoda potisnile ledene gore proti jugu v plovne poti. Zaradi mirnega morja ledene gore skoraj niso ustvarjale valov, zato jih je bilo ponoči težko opažati. V času trka s Titanicom naj bi ledena gora v dolžino merila 122 metrov ter tehtala milijon in pol ton.
Na poti v Atlantik in tudi po trčenju se je ledena gora zaradi temperature vode stopila. Ledena gora obstaja približno dve do tri leta. Če se je usodna ledena gora odlomila leta 1910 ali 1911, se je morda stopila konec leta 1912 ali celo sredi leta 1913. Zelo verjetno ledena gora, ki je potopila Titanic, ni zdržala niti do začetka prve svetovne vojne leta 1914. Glede na to, da je bila ledena gora v času trčenja stara tri leta, pa je verjetno zdržala le en ali dva tedna po nesreči aprila 1912, saj je morda kmalu dosegla toplejše vode Zalivskega toka.

## Trk ledene gore s Titanicom
V nedeljo, 14. aprila, ob 23:40 po ladijskem času, je Titanic trčil v ledeno goro. Nekateri preživeli so ledeno goro videli na lastne oči, drugi so opazili le temno senco. Vendar pa je bilo dokazano, da je ob trku z ledene gore na ladjo zdrsnilo več kosov ledu in snega. Poleg tega obstajajo izjave o tem, kako so slišali ali čutili stik z ledeno goro.
Ko sta dva moška iz ladijski opazovalnici opazila ledeno goro, je eden od njiju, Frederick Fleet, trikrat pozvonil na zvonec, da bi sporočil, da je opazil oviro naravnost pred ladjo. Vendar pa je bila ledena gora morda vidna z ladijskega mostu takoj ali celo sočasno. Po besedah Fleetovega sodelavca Reginalda Leeja je bila ledena gora, ko so jo opazili, oddaljena manj kot 900 metrov. Glede na britansko preiskavo po nesreči je bila ledena gora v času opažanja oddaljena približno 457 metrov). Za ladjo, ki pluje s hitrostjo 22,5 vozlov (41,7 kilometrov na uro), bi bila ledena gora opažena 40 sekund pred trkom.
Titanic je bil pred trkom še vedno sposoben rahlo zaviti v levo. Kljub temu je nekaj sekund pozneje trčil v ledeno goro. Kot se je kasneje izkazalo, je ledena gora med tem povzročila šest lukenj na sprednji desni strani. Zaradi visoke hitrosti Titanica, ki je ni bilo mogoče tako hitro upočasniti, je del ledene gore pritisnil na trup pod vodno gladino. Ta pritisk je povzročil, da so se zakovice zrahljale, na zunanji strani pa so se pojavile ozke, podolgovate luknje. Dve uri in štirideset minut po trku je ladja potonila.
Pisatelj Walter Lord se sprašuje, ali ni bila ob trku morda poškodovana tudi ledena gora. Med trkom pod vodo na sprednji strani ladje je bil led morda že tako odtrgan z ledene gore, da ledena gora ni več povzročala lukenj na zadnji desni strani. Fitch, Layton in Wormstedt pa trdijo, da ladja na zadnji strani ni bila poškodovana iz drugega razloga. Sprva je bilo krmarju Robertu Hichensu res ukazano, naj zavije v levo, a kmalu zatem so mu naročili, naj z ladjo zavije v desno. Ta manever, ki ga je ukazal prvi častnik William M. Murdoch, je verjetno preprečil, da bi Titanic s krmo ponovno zadel ledeno goro.

## Galerija
- Ledena gora, ki je potopila Titanic - fotografijo posnela posadka z ladje SS Birma.
- Ledena gora, ki je potopila Titanic. Fotografija, ki jo je posnel kapitan W. F. Wood iz ladje Etonian 12. aprila, dva dni preden se je vanjo zaletel Titanic.
- Model ene od teh ledenih gora, posnet na fotografiji v bližini kraja nesreče.
- Model ledene gore v muzeju.